# Puchar Szkocji w piłce nożnej (2009/2010)
Puchar Szkocji w sezonie 2009/2010 odbędzie się po raz 125. w historii. Obrońcą trofeum jest zespół Rangers, który w finale poprzednich rozgrywek pokonał 1-0 Falkirk, po bramce Nacho Novo.

## Kalendarz
| Runda          | Data pierwszego meczu | Mecze    | Mecze      | Kluby   |
| Runda          | Data pierwszego meczu | Pierwsze | Powtórzone | Kluby   |
| -------------- | --------------------- | -------- | ---------- | ------- |
| Pierwsza runda | 26 września 2009      | 17       |            | 81 → 64 |
| Druga runda    | 24 października 2009  | 16       |            | 64 → 48 |
| Trzecia runda  | 28 listopada 2009     | 16       |            | 48 → 32 |
| Czwarta runda  | 9 stycznia 2010       | 16       |            | 32 → 16 |
| Piąta runda    | 6 lutego 2010         | 8        |            | 16 → 8  |
| Ćwierćfinały   | 13 marca 2010         | 4        |            | 8 → 4   |
| Półfinały      | 10 kwietnia 2010      | 2        |            | 4 → 2   |
| Finał          | 15 maja 2010          | 1        |            | 2 → 1   |

## Pierwsza runda
Uczestnicy pierwszej rundy:
- 13 klubów z Highland Football League będących członkami SFA (Inverurie Loco Works, Keith, Wick Academy, Buckie Thistle, Fraserburgh, Huntly, Forres Machanics, Nairn County, Clachnacuddin, Lossiemouth, Rothes, Brora Rangers, Fort William)
- 11 klubów z East of Scotland League, będących członkami SFA (Dalbeattie Star, Edinburgh University, Whitehill Welfare, Preston Athletic, Edinburgh City, Coldstream, Selkirk, Civil Service Strollers, Gala Fairydean, Vale of Leithen, Hawick Royal Albert)
- 3 kluby z South of Scotland League, będące członkami SFA (Wigtown & Bladnoch, St. Cuthbert Wanderers, Newton Stewart)
- 4 inne kluby, będące członkami SFA (Burntisland Shipyard, Girvan, Glasgow University, Golspie Sutherland)
- 4 kluby z Scottish Junior Football Association (Auchinleck Talbot, Banks O' Dee, Bonnyrigg Rose Athletic, Irvine Meadow)

Klub, który zostanie wylosowany jako ostatni, automatycznie przechodzi do drugiej rundy (tzw. wolny los).
| Drużyna 1               | Wynik | Drużyna 2               |
| ----------------------- | ----- | ----------------------- |
| Selkirk                 | 3:0   | Preston Athletic        |
| Clachnacuddin           | 2:2   | Wick Academy            |
| Auchinleck Talbot       | 7:0   | Fort William            |
| Nairn County            | 5:2   | Golspie Sutherland      |
| Edinburgh University    | 0:3   | Vale of Leithen         |
| Inverurie Loco Works    | 5:0   | St. Cuthbert Wanderers  |
| Coldstream F.C.         | 1:5   | Edinburgh City          |
| Brora Rangers           | 0:2   | Irvine Meadow XI        |
| Buckie Thistle          | 0:0   | Forres Mechanics        |
| Whitehill Welfare       | 1:1   | Wigtown & Bladnoch      |
| Fraserburgh             | 1:1   | Bonnyrigg Rose Athletic |
| Glasgow University      | 1:4   | Girvan                  |
| Lossiemouth             | 4:1   | Newton Stewart          |
| Rothes                  | 1:5   | Banks O' Dee            |
| Civil Service Strollers | 1:0   | Gala Fairydean          |
| Hawick Royal Albert     | 0:7   | Huntly                  |
| Dalbeattie Star         | 2:4   | Keith                   |

Źródło:BBC Sport

### Powtórki
W przypadku braku rozstrzygnięcia w pierwszym meczu, zgodnie z regulaminem rozgrywane są powtórki. Powtórki muszą wyłonić zwycięzcę i w przypadku remisu zarządza się dogrywkę lub następnie rzuty karne. W tym sezonie powtórki z pierwszej rundy odbyły się dla czterech pojedynków w dniu 3 października 2009.
| Drużyna 1               | Wynik            | Drużyna 2         |
| ----------------------- | ---------------- | ----------------- |
| Forres Mechanics        | 0:0 (dog.) k.1:4 | Buckie Thistle    |
| Wigtown & Bladnoch      | 0:3              | Whitehill Welfare |
| Bonnyrigg Rose Athletic | 1:2              | Fraserburgh       |
| Wick Academy            | 2:1              | Clachnacuddin     |

Źródło: BBC Sport

## Druga runda
Uczestnicy drugiej rundy:
- 17 zwycięzców par z pierwszej rundy
- 1 drużyna z wolnym losem
- 10 drużyn z Third Division
- 4 drużyny z Highland Football League (Cove Rangers, Deveronvale, Spartans, Threave Rovers)

## Trzecia runda
Uczestnicy trzeciej rundy:
- 16 zwycięzców par z drugiej rundy
- 10 drużyn z Second Division
- 6 drużyn z First Division (Queen of the South, Greencok Morton, Ross County, Airdrie United, Raith Rovers, Ayr United)

## Czwarta runda
Uczestnicy czwartej rundy:
- 16 zwycięzców par z trzeciej rundy
- 4 drużyny z First Division (Inverness Caledonian Thistle, Partick Thistle, Dunfermline Athletic, Dundee F.C.)
- 12 drużyn z Scottish Premier League

## Piąta runda
Uczestnicy piątej rundy:
- 16 zwycięzców par z czwartej rundy

## Ćwierćfinały
Uczestnicy ćwierćfinałów:
- 8 zwycięzców par z piątej rundy

## Półfinały
Uczestnicy półfinałów:
- 4 zwycięzców par ćwierćfinałowych

## Finał
Uczestnicy finału:
- 2 zwycięzców par półfinałowych